# Bohemia Interactive Studio
A Bohemia Interactive Studio (BIS), ou apenas Bohemia Interactive (BI), é uma companhia independente de desenvolvimento de jogos para computadores, com base em Praga, na República Checa. A companhia é administrada por Marek Španel que também é co-proprietário da companhia.

## Jogos e pacotes de expansão
- Operation Flashpoint: Cold War Crisis (Microsoft Windows) - Junho de 2001, renomeado pra ARMA: Cold War Assault em junho de 2011
- Operation Flashpoint: Gold Edition (Microsoft Windows) - novembro de 2001
- Operation Flashpoint: Resistance (Microsoft Windows) - junho de 2002
- Operation Flashpoint: GOTY Edition (Microsoft Windows) - novembro de 2002
- Operation Flashpoint: Elite (Xbox) - outubro de 2005

- ARMA: Armed Assault (mundialmente) / ARMA: Combat Operations (EUA) (Microsoft Windows) - novembro de 2006 (República Checa/Alemanha)/ fevereiro de 2007 (Europa)/ maio de 2007 (EUA)
- ARMA: Queen's Gambit (Microsoft Windows) - setembro de 2007 (Europa)

- ARMA 2 - (Microsoft Windows) junho de 2009
- ARMA 2: Operation Arrowhead - (Microsoft Windows) junho de 2010[3]
- ARMA 2: British Armed Forces - (Microsoft Windows) agosto de 2010
- ARMA 2: Private Military Company - (Microsoft Windows) novembro de 2010
- ARMA 2: Firing Range - julho de 2011 (Android e iOS)
- Take On Helicopters - outubro de 2011 (Microsoft Windows)
- Take On Helicopters: Hinds - 15 de março de 2012 (Microsoft Windows)
- Carrier Command: Gaea Mission - 28 setembro de 2012 (Microsoft Windows)
- ARMA 3 - 2013 (Microsoft Windows)
- DayZ - 16 de dezembro de 2013 (Xbox One e Windows 10)
- Vigor - 31 de julho de 2018 (Xbox One e Playstation 4)
- ARMA Reforger - 17 de maio de 2022 (Microsoft Windows e Xbox Series X/S)